# Ardisia pellucida
Ardisia pellucida är en viveväxtart. Ardisia pellucida ingår i släktet Ardisia och familjen viveväxter.

## Underarter
Arten delas in i följande underarter:
- A. p. lancetillensis
- A. p. pectinata
- A. p. pellucida
- A. p. thomascroatii